# Isidora Constantinovici-Hein
Isidora Constantinovici-Hein (n. 26 decembrie 1889, Câmpulung Moldovenesc, Bucovina, Austro-Ungaria – d. 5 noiembrie 1981, Graz, Austria) a fost o pictoriță română.
A fost fiica unui funcționar public chezaro-crăiesc din Bucovina.
După ce a luat bacalaureatul la Liceul de fete din Cernăuți, și-a continuat studiile la Academia din Praga, în parte mulțumită unui stipendiu oferit de fondul bisericii ortodoxe. După absolvirea Academiei și apoi a examenului pentru admiterea în învățământ în 1914, a devenit suplinitoare la Liceul de fete din Cernăuți.

## Cariera artistică
După încheierea Primului Război Mondial, în 1919 a participat cu 10 picturi mari la o expoziție de artă, la Cernăuți. Apoi a avut o expoziție de succes în București, la Ateneul Român, în 1921.
În anii 1923 și 1924 a obținut un concediu de studii, pe care l-a petrecut la München și Paris. La München a lucrat în atelierul pictorului Prof. Hofmann și în cel al pictorului Karl Oswald Olszewski. Cu această ocazie a expus lucrări la expoziția de artă Glaspalast din München.
La Paris a lucrat în atelierul lui André Lhote și al pictorului român Eustațiu Stoenescu, pe care îl cunoscuse la București, cu ocazia expoziției de la Ateneu.
Întoarsă în patrie, a deschis expoziții personale la Cernăuți, București și alte orașe din România, și a expus în expoziții de grup. Activitatea de profesoară de liceu nu a împiedicat-o în munca de creație, reușind chiar să facă unele călătorii de studii în Italia, Franța, Austria, Danemarca etc. Fiind la Copenhaga, s-a căsătorit cu Jørgen Hein, la 28 mai 1927, dar a rămas curând văduvă, la 17 septembrie 1927.
În Universul Literar, anul XLVI, nr. 20, din 11 mai 1930, Mihail Gh. Constantinescu semna articolul elogiativ "Expoziția Izadora Constantinovici-Hein - Sala Ileana". De remarcat o altă grafie a prenumelui ei: Izadora.
La 23 iunie 1938 s-a căsătorit cu pictorul Wladimir Zagorodnikow (Kursk 1896 – 1984 Graz).
În 1941 s-a mutat la Graz, în Austria, unde a deschis în 1945 o expoziție, la care a reușit să vândă aproape toate lucrările expuse.
În 1947 a deschis la sala „Joanneum" din Graz o expoziție cu titlul Rumänische Kunst (Arta românească), cu imagini din patrie, la care a adăugat elemente de artă populară din Bucovina, cuprinzând covoare, broderii etc.
A ilustrat cartea Folk tales from Roumania (Povești populare din România) de Ion Creangă, tradusă în engleză de Mabel Nandris, apărută la Londra, în 1952, la editura Routledge and Kegan Paul. A semnat ilustrațiile cu numele Iza Constantinovici-Hein.
În 1962 a avut o expoziție la New York, în care a expus și lucrări realizate de ea în Bucovina.

## Afilieri
- Membră a uniunii artiștilor din Cernăuți.
- Membră a sindicatului artiștilor din București.